# Figaro qua, Figaro là
Figaro qua, Figaro là è un film del 1950 diretto da Carlo Ludovico Bragaglia. È l'unico film in cui Totò indossa la maschera di Pulcinella e recita insieme a Renato Rascel.

## Trama
Figaro è un barbiere di Siviglia che rischia di essere arrestato perché apre la sua bottega anche di domenica nonostante ci sia un divieto in merito.
Figaro è amico di un giovane conte che si è innamorato di Rosina, sua coetanea e figlia del governatore, ma il padre di Rosina non è d'accordo sulla loro unione. Un giorno Rosina, tramite la sua cameriera Colomba, riesce a far sapere al conte che una sera alloggeranno alla locanda "Dei 4 tori". Allora il conte insieme a Figaro e a un suo amico vanno alla locanda prima che arrivi Rosina. Il loro piano è di sostituirsi all'oste fingersi i proprietari della locanda e rapire Rosina, ma purtroppo non va tutto secondo i loro piani. Infatti Pedro, pericoloso bandito, viene a sapere che Rosina e la sua corte devono alloggiare alla locanda quella notte e con i suoi uomini fa irruzione nella locanda: si vestono tutti da osti e fanno prigionieri Figaro, il conte e l'amico. Poi finalmente arriva Rosina che rimane molto delusa quando vede che il suo amato non c'è.
Figaro però ha un'idea: scrive un biglietto e lo mette nell'oca che dovrà portare a tavola. Sul biglietto c'è scritto che l'uomo con il cappello bianco è Pedro. Purtroppo in quel momento il cappello bianco ce l'ha Figaro e non Pedro, così i soldati arrestano Figaro credendo che sia Pedro e il piano fallisce. Figaro viene condannato a morte per fucilazione, ma alla fine riesce a scappare aiutato anche dal conte. Intanto i banditi hanno rapito Rosina e Colomba, tenendole segregate in una rocca. Il conte D’Almaviva e il suo servitore riescono ad incontrare Figaro scampato all’esecuzione ed insieme si dirigono verso la collina.
Il conte e il servitore riescono a prendere Rosina e la cameriera ma Figaro rimane ancora una volta prigioniero di Pedro, ma all’improvviso il castello è assalito dalle guardie del Re, capitanate da Don Alonzo (che tra l’altro è il promesso marito di Rosina). I banditi decidono di far esplodere il castello ma il giovane Conte riesce a salvare Figaro prima che tutto salti in aria.
Rosina, credendo morto il suo amato, si rallegra nel sapere che quest’ultimo è vivo e ha un nuovo piano per fuggire, incitandola a sposare in modo fittizio don Alonzo. Durante la festa nuziale vengono ingaggiati numerosi attori di teatro tra cui Figaro e il conte travestiti.  E avviene quindi uno scambio: Figaro prende il posto di Rosina accanto a Don Alonso e, mentre il conte e la figlia del governatore fuggono, Figaro viene sparato da un cannone, venendo catapultato di fronte alla sua bottega. Proprio in quel momento passano i giovani sposini che portano Figaro a vivere con loro.